# MIPS-architektúrájú processzorok listája
Ez a lista a MIPS-architektúrát megvalósító processzorok listája. A lista év, gyártástechnológia-méret (csíkszélesség), órajelfrekvencia, lapkaterület stb. szerint rendezhető. Ezeket a processzorokat az Imagination Technologies, MIPS Technologies és más cégek tervezték. A MIPS processzorok áttekintését jeleníti meg a teljesítmény és a funkcionalitás összehasonlításával, és az újabb MIPS Aptiv családok képességeivel.

## MIPS Computer Systems / MIPS Technologies
| MIPS verzió | processzor   | év   | eljárás (nm)  | frekvencia (MHz)                      | tranzisztorok (millió) | lapkaméret (mm2) | tű szám  | teljesítmény (W) | feszültség (V) | adat- gyorsítótár (KiB) | utasítás- gyorsítótár (KiB) | MMU | L2 gyorsítótár             | L3 gyorsítótár | jellemzők                                                    |
| ----------- | ------------ | ---- | ------------- | ------------------------------------- | ---------------------- | ---------------- | -------- | ---------------- | -------------- | ----------------------- | --------------------------- | --- | -------------------------- | -------------- | ------------------------------------------------------------ |
| MIPS I      | R2000        | 1985 | 2000          | 8 – 16,67                             | 0,11                   | 80               |          |                  |                | 64 külső                | 64 külső                    |     | nincs                      | nincs          | 5 fokozatú futószalagok, FPU: 2010                           |
| MIPS I      | R3000        | 1988 | 1200          | 16,67 – 40                            | 0,11                   | 40               | 145, 172 | 4                |                | 32-256 külső            | 32-256 külső                |     | 0-1 MiB külső              | nincs          | u.a.m. az R2000; FPU: 3010                                   |
| MIPS II     | R6000        | 1990 |               | 60 – 66                               |                        |                  |          |                  |                | külső                   | külső                       |     | nincs                      | nincs          | 32 bites regiszterméret, 36 bites fizikai cím, FPU           |
| MIPS III    | R4000        | 1991 | 800           | 100                                   | 1,35                   | 213              | 179      | 15               | 5              | 8                       | 8                           |     | 128 KiB-tól 4 MiB-ig külső | nincs          |                                                              |
| MIPS III    | R4400        | 1992 | 600           | 100 – 250                             | 2,3                    | 186              | 179      | 15               | 5, 3,3         | 16                      | 16                          |     | 128 KiB-tól 4 MiB-ig külső | nincs          |                                                              |
| MIPS III    | R4200        | 1993 | 600           | 80                                    | 1,3                    | 81               | 179      | 1,8-2,0          | 3,3            | 8                       | 16                          |     | 128 KiB-tól 4 MiB-ig külső | nincs          | skalár kialakítás, öt fokozatú klasszikus RISC futószalaggal |
| MIPS III    | R4300i       | 1995 | 350           | 100 / 133                             | ?                      | 45               | 120      | 2,2              | 3,3            |                         |                             |     |                            | nincs          |                                                              |
| MIPS III    | R4600        | 1994 | 640           | 100 / 133                             | 2,2                    | 77               | 179      | 4,6              | 5              | 16                      | 16                          |     | 512 KiB külső              | nincs          |                                                              |
| MIPS III    | R4650        | 1994 | 640           | 133 / 180                             | 2,2                    | 77               | 179      | 4,6              | 5              | 16                      | 16                          |     | 512 KiB külső              | nincs          |                                                              |
| MIPS III    | R4640        | 1995 | 640           |                                       |                        |                  | 179      |                  |                |                         |                             |     |                            | nincs          |                                                              |
| MIPS III    | R4700        | 1996 | 500           | 100 – 200                             | 2,2                    |                  | 179      |                  |                | 16                      | 16                          |     | A külső                    | nincs          |                                                              |
| MIPS IV     | R5000        | 1996 | 350           | 150 – 200                             | 3,7                    | 84               | 223      | 10               | 3,3            | 32                      | 32                          |     | 1 MiB külső                | nincs          |                                                              |
| MIPS IV     | RM7000       | 1998 | 250, 180, 130 | 250 – 600                             | 18                     | 91               | 304      | 10, 6, 3         | 3,3, 2,5, 1,5  | 16                      | 16                          |     | 256 KiB belső              | 1 MiB külső    |                                                              |
| MIPS IV     | R8000        | 1994 | 700           | 75 – 90                               | 2,6                    | 299              | 591      | 30               | 3,3            | 16                      | 16                          |     | 4 MiB külső                | nincs          | szuperskalár, max. 4 utasítás ciklusonként                   |
| MIPS IV     | R10000       | 1996 | 350, 250      | 150 – 250                             | 6,7                    | 350              | 599      | 30               | 3,3            | 32                      | 32                          |     | 512 KiB – 16 MiB külső     | nincs          |                                                              |
| MIPS IV     | R12000       | 1998 | 350, 250      | 270 – 360                             | 7,15                   | 229              | 600      | 20               | 4              | 32                      | 32                          |     | 512 KiB – 16 MiB külső     | nincs          | egycsipes 4-issue szuperskalár                               |
| MIPS IV     | R12000A      | 2000 | 180           | 400                                   |                        |                  |          |                  |                |                         |                             |     |                            | nincs          |                                                              |
| MIPS IV     | R14000       | 2001 | 130           | 500                                   | 7,2                    | 204              | 527      | 17               |                | 32                      | 32                          |     | 512 KiB – 16 MiB külső     | nincs          |                                                              |
| MIPS IV     | R14000A      | 2002 | 130           | 600                                   |                        |                  |          | 17               |                | 32                      | 32                          |     |                            | nincs          |                                                              |
| MIPS IV     | R16000       | 2003 | 110           | 700 – 1000                            |                        |                  |          | 20               |                | 64                      | 64                          |     | 512 KiB – 16 MiB külső     | nincs          |                                                              |
| MIPS IV     | R16000A      | 2004 | 110           | 800 – 1000                            |                        |                  |          |                  |                | 64                      | 64                          |     |                            | nincs          |                                                              |
| MIPS IV     | R18000       | 2001 | 130           |                                       |                        |                  |          |                  | 1,2            |                         |                             |     | 1 MiB                      | nincs          | megtervezve, nem gyártották                                  |
| MIPS V      | H1 „Beast”   |      |               |                                       |                        |                  |          |                  |                |                         |                             |     |                            | nincs          | megtervezve, nem gyártották                                  |
| MIPS V      | H2 „Captain” |      |               |                                       |                        |                  |          |                  |                |                         |                             |     |                            | nincs          | megtervezve, nem gyártották                                  |
| MIPS32      | 4K           | 1999 | 180           | 167                                   |                        | 2,5              |          |                  |                |                         |                             |     |                            | nincs          |                                                              |
| MIPS32      | 4KE          |      | 90            | 420                                   |                        | 1,2              |          |                  |                |                         |                             |     |                            | nincs          |                                                              |
| MIPS32      | 24K          | 2003 | 130, 65, 40   | 400 (130 nm) 750 (65 nm) 1468 (40 nm) |                        | 0,83             |          |                  |                | 0 – 64                  | 0 – 64                      |     | 4–16 MiB külső             | nincs          |                                                              |
| MIPS32      | 24KE         | 2003 | 130, 65, 40   |                                       |                        |                  |          |                  |                |                         |                             |     |                            | nincs          |                                                              |
| MIPS32      | 34K          | 2006 | 90, 65, 40    | 500 (90 nm) 1454 (40 nm)              |                        |                  |          |                  |                |                         |                             |     |                            | nincs          |                                                              |
| MIPS32      | 74K          | 2007 | 65            | 1110                                  |                        | 2,5              |          |                  |                | 0 – 64                  | 0 – 64                      |     |                            | nincs          |                                                              |
| MIPS32      | 1004K        | 2008 | 65            | 1100                                  |                        | 4,7              |          |                  |                | 8 – 64                  | 8 – 64                      |     |                            | nincs          |                                                              |
| MIPS32      | M14K         | 2009 | 130           | 200                                   |                        |                  |          |                  |                |                         |                             |     |                            | nincs          | MicroMIPS                                                    |
| MIPS32      | 1074K        | 2010 | 40            | 1500                                  |                        |                  |          |                  |                |                         |                             |     |                            | nincs          |                                                              |
| MIPS32      | 1074Kf       | 2010 | 40            |                                       |                        |                  |          |                  |                |                         |                             |     |                            | nincs          | lebegőpontos                                                 |
| MIPS32      | microAptiv   | 2012 | 90, 65        |                                       |                        |                  |          |                  |                | 8 – 64                  | 8 – 64                      |     |                            | nincs          |                                                              |
| MIPS32      | interAptiv   | 2012 |               |                                       |                        |                  |          |                  |                | 4 – 64                  | 4 – 64                      |     | max. 8 MiB belső           | nincs          |                                                              |
| MIPS32      | proAptiv     | 2012 |               |                                       |                        |                  |          |                  |                | 32 vagy 64              | 32 vagy 64                  |     | max. 8 MiB belső           | nincs          |                                                              |
| MIPS64      | 5K           | 1999 |               |                                       |                        |                  |          |                  |                |                         |                             |     |                            |                |                                                              |
| MIPS64      | 20K          | 2000 |               |                                       |                        |                  |          |                  |                |                         |                             |     |                            |                |                                                              |
| MIPS verzió | processzor   | év   | eljárás (nm)  | frekvencia (MHz)                      | tranzisztorok (millió) | lapkaméret (mm2) | tű szám  | teljesítmény (W) | feszültség (V) | adat- gyorsítótár (KiB) | utasítás- gyorsítótár (KiB) | MMU | L2 gyorsítótár             | L3 gyorsítótár | jellemzők                                                    |

## Imagination Technologies
A MIPS Technologies céget 2012. december 17-én felvásárolta az Imagination Technologies. Azóta az Imagination Technologies az alábbi processzorokat mutatta be.
Az Imagination Technologies 2017-ben eladta a MIPS processzorok jogait a Tallwood MIPS Inc-nek. A MIPS Technologies-t 2018-ban felvásárolta a Wave Computing, amelyben „a MIPS IP licenceléssel foglalkozó üzletágként működik”.
A Warrior P-Class CPU 2013. október 14-én volt bejelentve.
A MIPS Series5 „Warrior” családot alkotó CPU IP magok a MIPS32 5. kiadás és MIPS64 6. kiadás architektúrákon alapulnak, és a teljesítmény és funkciók tekintetében három osztályba sorolhatók:
- 'Warrior M-class': belépő szintű MIPS-magok beágyazott és mikrovezérlő alkalmazásokhoz, a microAptiv család továbbfejlesztése
- 'Warrior I-class': középkategóriás, funkciógazdag MIPS CPU-k az interAptiv család folytatásaként. A 64 bites maggal rendelkező I6400 2014 szeptemberében volt kibocsátva.[6]
- 'Warrior P-class': a proAptiv családra épülő nagy teljesítményű MIPS processzorok

| MIPS verzió      | szint     | processzor | év   | eljárás (nm) | frekvencia (GHz) | tranzisztorok (milliárd) | lapkaméret (mm2) | tű szám | teljesítmény (W) | feszültség (V) | adat- gyorsítótár (KiB) | utasítás- gyorsítótár (KiB) | MMU                            | L2 gyorsítótár    | L3 gyorsítótár | jellemzők |
| ---------------- | --------- | ---------- | ---- | ------------ | ---------------- | ------------------------ | ---------------- | ------- | ---------------- | -------------- | ----------------------- | --------------------------- | ------------------------------ | ----------------- | -------------- | --------- |
| MIPS32 5. kiadás | Warrior-P | P5600      | 2013 | ?            | 1,0 – 2,0        | ?                        | ?                | ?       | ?                | ?              | 32/64                   | 32/64                       | TLB                            | max. 8 MiB külső  | nincs          | VZ, MSA   |
| MIPS32 5. kiadás | Warrior-M | M5100      | 2014 | 65/28        | 0,1 – 0,497      | ?                        | 0,04 – 0,77      | ?       |                  |                | nincs                   | nincs                       | FMT                            | nincs             | nincs          | VZ        |
| MIPS32 5. kiadás | Warrior-M | M5150      | 2014 | 65/28        | 0,372 /0,576     | ?                        | 0,89 /0,26       | ?       |                  |                | max. 64                 | max. 64                     | TLB                            | nincs             | nincs          | VZ        |
| MIPS64 6. kiadás | Warrior-P | P6600      | 2015 | 28           | max. 2,0         | ?                        | ?                | ?       | ?                | ?              | 32/64                   | 32/64                       | TLB                            | 0,5 - 8 MiB külső | nincs          | SMT, VZ   |
| MIPS64 6. kiadás | Warrior-I | I6400      | 2014 | 28           | 1,0              | ?                        | 1/mag            | ?       | ?                | ?              | 32/64                   | 32/64                       | TLB                            | 0,5 - 8 MiB külső | nincs          | SMT, VZ   |
| MIPS64 6. kiadás | Warrior-M | M6200      | 2015 | 65/40/28     | max. 0,750       | ?                        | 0,19             | ?       |                  |                | nincs                   | nincs                       | FMT                            | nincs             | nincs          |           |
| MIPS64 6. kiadás | Warrior-M | M6250      | 2015 | 65/40/28     | max. 0,750       | ?                        | 0,23             | ?       |                  |                | max. 64                 | max. 64                     | TLB (címfordítási segédpuffer) | nincs             | nincs          | XPA       |
| MIPS verzió      | szint     | processzor | év   | eljárás (nm) | frekvencia (GHz) | tranzisztorok (milliárd) | lapkaméret (mm2) | tű szám | teljesítmény (W) | feszültség (V) | adat- gyorsítótár (KiB) | utasítás- gyorsítótár (KiB) | MMU                            | L2 gyorsítótár    | L3 gyorsítótár | jellemzők |

## Más tervezők
Számos vállalat licencelte az MIPS-architektúrát és fejlesztette ki saját processzorait.
| MIPS verzió | licencelő                             | processzor                             | jellemzők                                    | év   | eljárás (nm)     | frekvencia (MHz) | tranzisztorok (millió) | lapkaméret (mm2) | tű szám | teljesítmény (W) | feszültség (V) | adat- gyorsítótár (KiB) | utasítás- gyorsítótár (KiB) | MMU  | L2 gyorsítótár | L3 gyorsítótár |
| ----------- | ------------------------------------- | -------------------------------------- | -------------------------------------------- | ---- | ---------------- | ---------------- | ---------------------- | ---------------- | ------- | ---------------- | -------------- | ----------------------- | --------------------------- | ---- | -------------- | -------------- |
| MIPS I      | Lexra                                 | LX4080, LX4180, LX4280, LX5280, LX8000 |                                              |      |                  |                  |                        |                  |         |                  |                |                         |                             |      |                |                |
| MIPS II     | НИИСИ РАН                             | KOMDIV-32                              |                                              |      |                  |                  |                        |                  |         |                  |                |                         |                             |      |                |                |
| MIPS III    | Sony Computer Entertainment + Toshiba | Emotion Engine                         |                                              |      |                  |                  |                        |                  |         |                  |                |                         |                             |      |                |                |
| MIPS III    | НИИСИ РАН                             | KOMDIV-64                              |                                              |      |                  |                  |                        |                  |         |                  |                |                         |                             |      |                |                |
| MIPS32      | Alchemy Semiconductor                 | Au1                                    |                                              |      |                  |                  |                        |                  |         |                  |                |                         |                             |      |                |                |
| MIPS32      | Broadcom                              | BMIPS3000                              |                                              |      |                  |                  |                        |                  |         |                  |                |                         |                             |      |                |                |
| MIPS32      | Broadcom                              | BMIPS4000                              |                                              |      |                  |                  |                        |                  |         |                  |                |                         |                             |      |                |                |
| MIPS32      | Broadcom                              | BMIPS5000                              |                                              |      |                  | 1300             |                        |                  |         |                  |                |                         |                             |      |                |                |
| MIPS32      | Broadcom                              | BCM53001                               |                                              |      | 65               | 400              |                        |                  |         |                  |                | 32                      | 32                          |      |                |                |
| MIPS32      | Broadcom                              | BCM1255                                |                                              |      |                  |                  |                        |                  |         |                  |                |                         |                             |      |                |                |
| MIPS32      | Ingenic Semiconductor                 | XBurst 1                               | egyszeres kibocsátású, 8 fokozatú futószalag | 2005 | 180, 130, 64, 40 | 240              |                        |                  |         | 0,15             | 1,8            | 16                      | 16                          | igen | nincs          | nincs          |
| MIPS64      | SiByte                                | SB1                                    |                                              |      |                  |                  |                        |                  |         |                  |                |                         |                             |      |                |                |
| MIPS64      | Broadcom                              | BCM1125H                               |                                              |      |                  | 400-800          |                        |                  |         | 4 W @ 400 MHz    |                | 32                      | 32                          | igen | 256 KiB        |                |
| MIPS64      | Broadcom                              | BCM1255                                | kétmagos, DDR2, 4× Gigabit LAN               |      |                  | 800-1200         |                        |                  |         | 13 W @ 1 GHz     |                | 32                      | 32                          | igen | 512 KiB        |                |
| MIPS64      | Cavium                                | Octeon: CN30xx, CN31xx, CN36xx, CN38xx |                                              | 2006 |                  |                  |                        |                  |         |                  |                |                         |                             |      |                |                |
| MIPS64      | Cavium                                | Octeon Plus: CN5xxx                    |                                              | 2007 |                  |                  |                        |                  |         |                  |                |                         |                             |      |                |                |
| MIPS64      | Cavium                                | Octeon II: CN6xxx                      |                                              | 2009 |                  |                  |                        |                  |         |                  |                |                         |                             |      |                |                |
| MIPS64      | Cavium                                | Octeon III: CN7xxx                     |                                              | 2012 |                  |                  |                        |                  |         |                  |                |                         |                             |      |                |                |
| MIPS64      | Ingenic Semiconductor                 | XBurst 2                               | kétszeres kibocsátású / kétszálas            | 2013 | 40               | 240              |                        |                  |         | 0,15             | 1,8            | 16                      | 16                          | igen | nincs          | nincs          |
| MIPS64      | NEC                                   | VR4305                                 |                                              |      |                  |                  |                        |                  |         |                  |                |                         |                             |      |                |                |
| MIPS64      | NEC                                   | VR4310                                 |                                              |      |                  |                  |                        |                  |         |                  |                |                         |                             |      |                |                |
| MIPS64      | NXP Semiconductors                    | ??                                     |                                              |      |                  |                  |                        |                  |         |                  |                |                         |                             |      |                |                |
| MIPS64      | NXP Semiconductors                    | ??                                     |                                              |      |                  |                  |                        |                  |         |                  |                |                         |                             |      |                |                |
| MIPS64      | CAS: ICT                              | még nincs                              |                                              |      |                  |                  |                        |                  |         |                  |                |                         |                             |      |                |                |
| MIPS64      | CAS: ICT                              | ??                                     |                                              |      |                  |                  |                        |                  |         |                  |                |                         |                             |      |                |                |
| MIPS verzió | Licencelő                             | processzor                             | Jellemzők                                    | év   | eljárás (nm)     | frekvencia (MHz) | tranzisztorok (millió) | lapkaméret (mm2) | tű szám | teljesítmény (W) | feszültség (V) | adat- gyorsítótár (KiB) | utasítás- gyorsítótár (KiB) | MMU  | L2 gyorsítótár | L3 gyorsítótár |

## Egyéb
- PhysX P1 - MIPS magokat tartalmazó többmagos fizika feldolgozó egység